# الأوغاد (مسلسل كوري جنوبي)
الأوغاد (بالكورية: 빌런즈)؛ هو مسلسل ويب كوري جنوبي قادم، من بطولة يو جي-تاي، كواك دو-وون، لي بيوم-سو، لي مين-جونغ. من المقرر اصداره على TVING في النصف الثاني 2025.

## ملخص
دراما جريمة تصور الاشتباكات الدموية والمواجهات بين الأشرار حول النقود المزيفة "سوبر دولار".

## الطاقم
- يو جي تاي في دور جاي[3]

مخطط إجرامي مخيف وذكي للغاية. لديه نسبة فوز 100٪ في جرائمه. يفتخر بكل جريمة من جرائمه على أنها تحفة فنية.
- كواك دو-وون في دور جانغ جونغ هيوك[3]

محقق فاسد مهووس بالمال، باستخدام وضعه كمحقق، يأخذ رشاوى من الناس.
- لي بيوم-سو في دور تشا كي تاي[3]

عمل ذات مرة كرئيس لفريق مالي في جهاز المخابرات الوطني (NIS)، لكنه لم يعد يشغل هذا المنصب. بسبب جريمة جاي، التي حدثت قبل 5 سنوات، أصبحت حياة تشا كي تاي في حالة من الفوضى. يطارد تشا كي-تاي الآن J.
- لي مين جونغ في دور هان سيو هيون[3]

دمرت حياة هان سو-هيون تمامًا. بعد ذلك، تعلمت تقنية لعمل فواتير مزيفة من الرئيس يانغ. هي الآن أفضل خبيرة أوراق نقدية مزيفة. إنها تنتظر اللحظة التي يمكن فيها الانتقام من جاي.

## الإنتاج
المسلسل من اخراج جين-هيوك، من أعماله رسام الريح، قناص المدينة، السيد الشمس، اسطورة البحر الازرق، سيزيف: الأسطورة. من تخطيط ساي جاي إي اند ام وانتاج من قبل تايوون انترتينمنت.

## روابط خارجية
- الأوغاد على هانسينما